# Jessica Alonso
Jessica Alonso Bernardo (* 20. September 1983 in Gijón) ist eine spanische Handballspielerin.

## Karriere
Jessica Alonso spielte bis 2012 beim SD Itxako, mit dem sie 2009 den EHF-Pokal sowie 2009, 2010, 2011 und 2012 die spanische Meisterschaft gewann. Nachdem sie in der Saison 2012/13 für den serbischen Verein RK Zaječar auflief, mit dem sie Meisterin wurde, stand die 1,75 Meter große Rechtsaußen ab 2013 beim französischen Erstligisten HAC Handball unter Vertrag. Im Sommer 2015 schloss sie sich ES Besançon an.
Alonso bestritt 97 Länderspiele für die spanische Nationalmannschaft, in denen sie 202 Tore erzielte. Mit Spanien gewann sie bei der Europameisterschaft 2008 in Mazedonien die Silbermedaille sowie bei der Weltmeisterschaft 2011 in Brasilien und den Olympischen Spielen 2012 in London jeweils Bronze.